# Kelly Key
 (août 2013).
Kelly Key, de son vrai nom Kelly de Almeida Afonso Freitas, est une chanteuse luso-brésilienne née à Rio de Janeiro le 3 mars 1983.
En 2006 elle participe à Dança dos Famosos, la version brésilienne de Danse avec les stars. Elle termine à la 2e place.

## Discographie

### Albums studio
- 2001 : Kelly Key
- 2003 : Do Meu Jeito
- 2005 : Kelly Key
- 2006 : Por Que Não?
- 2008 : Pra Brilhar
- 2015 : No Controle, avec la participation de Celma Ribas

### Albums en espagnol
- 2002 : Kelly Key en Español

### Albums live
- 2004 : Kelly Key - Ao Vivo

### Compilations
- 2002 : Remix Hits
- 2007 : 100% Kelly Key